# San Miguel de Horcasitas
San Miguel de Horcasitas es un municipio y una ciudad al centro del estado de Sonora, México, cuya cabecera municipal es la Villa de San Miguel de Horcasitas.

## Historia
Tuvo su origen en el presidio militar trasladado ahí en marzo de 1749, procedente de El Pitic; por orden del gobernador José Rafael Rodríguez Gallardo se le dio el nombre de Horcasitas en honor del virrey de la Nueva España, don Juan Francisco de Güemes y Horcasitas, primer conde de Revillagigedo, que gobernaba entonces el país. La orden respectiva se dictó el 29 de marzo y que se despoblara el Real de San Juan Bautista y sus moradores se reconcentraran a la nueva fundación. El 24 de octubre, el mismo Rodríguez Gallardo colocó la primera piedra de la iglesia del lugar, aprovechando la fiesta del día de su santo. Desde entonces hasta 1777 allí estuvo la residencia del gobernador y comandante general de las Provincias de Sonora y Sinaloa.
Fue de los pueblos de Sonora que tuvieron por primera vez ayuntamiento en 1814 sobre la base de la constitución Española de Cádiz. Después de la independencia, fue cabecera de partido y en la segunda mitad del siglo XIX fue municipio adscrito al Distrito de Ures. El municipio de San Miguel de Horcasitas fue incorporado al municipio de Ures el 26 de diciembre de 1930 y rehabilitado por Ley Num. 89 el 11 de diciembre de 1934.
Destacó a mediados del siglo pasado hasta la década de los 30's la Fábrica de Hilados y Tejidos en el poblado de los Ángeles.

### Escudo
En el año de 1995, el presidente municipal Enrique Amarillas Ochoa, convocó a la elaboración del escudo de armas representativo del Municipio de San Miguel de Horcasitas, el cual cubrió los aspectos socioeconómicos como históricos, designándose tal responsabilidad para su diseño a Bartolomé Amarillas Ochoa y Alberto Quintana Luque, quienes se dieron a la tarea de investigar todo lo relacionado con el origen del municipio y su desarrollo a través del tiempo. 
Este escudo está dividido en tres partes, al lado izquierdo representado por un mapa de la república Mexicana el cual explica las distintas descendencias de diversos estados que han emigrado al municipio siendo la mano la fuerza y fortaleza del desarrollo económico-cultural.
En el encuadre derecho parte superior tenemos el entorno económico como la ganadería, con gran arraigo desde muchos años, así mismo la agricultura que en la actualidad es el empuje con más resonancia del municipio y sustento regional.
En la parte superior están las vías de comunicación con el cruce de la carretera cuatro carriles que se une con la vía alterna, así mismo en el centro del escudo lo divide las vías férreas que en su momento fueron parte muy importante del desarrollo de la industria textil y algodonera de la Fábrica de los Ángeles, de la Hacienda Molino Codorachi, entre otras. Teniendo en la parte central un engrane el cual significa el gran movimiento y empuje que ha tenido el municipio. 
Enmarcado en un festón en la parte superior del escudo esta el nombre de nuestro municipio y a sus costados dos racimos de uva, cultivo de reconocimiento internacional por la calidad con la que se produce en el municipio. 
En la mitad del escudo parte inferior lo representa el área histórica, donde está configurado el río san Miguel como parte fundamental de la conformación de la comunidad, donde se aprovecharon sus aguas para los asentamientos poblacionales, el birrete es en honor de Don Juan Bautista de Anza, coronel y capitán que partió del municipio en la segunda expedición para fundar el puerto de San Francisco en California.
El arco representa la fábrica de hilados y tejidos instalado en la Fábrica de los Ángeles siendo una de las más modernas y únicas de Occidente en la época. La fachada de la antiquísima iglesia de San Miguel de Horcasitas dedicada a San Miguel Arcángel, santo patrono que fue traído desde España, el cual tiene sus fiestas regionales a finales de septiembre.
En la parte inferior tenemos un festón con el año de 1749 que marca la fecha de la fundación del real presidio de Horcasitas, cuna del municipio.

### Cronología de Hechos Históricos
| Año  | Acontecimiento |
| ---- | --- |
| 1749 | Se coloca la primera piedra de la iglesia.                                                                                        |
| 1755 | Juan Antonio de Mendoza, capitán general de Sonora y Sinaloa, recibe el gobierno de Horcasitas.                                   |
| 1761 | José Tienda de Cuerco, gobernador y capitán general de las provincias de Sonora y Sinaloa llega a San Miguel de Horcasitas.       |
| 1773 | Francisco Antonio Crespo, gobernador y capitán de Sonora y Sinaloa, restablece el servicio postal entre Horcasitas y Guadalajara. |
| 1814 | Se construye su ayuntamiento, siendo uno de los primeros del Estado de Sonora.                                                    |
| 1930 | Es incorporado al municipio de Ures.                                                                                              |
| 1934 | Es rehabilitado como municipio.                                                                                                   |
| 1995 | Enrique Amarillas Ochoa, presidente municipal convocó a la elaboración del escudo de armas representativo del municipio.          |

## Localización
El municipio está ubicado en el centro del Estado de Sonora, su cabecera es la población de San Miguel de Horcasitas y se localiza en el paralelo 29° 29' de latitud norte y a los 110° 43' de longitud al oeste del meridiano de Greewich, a una altitud de 518 metros sobre el nivel del mar. 
Colinda al noreste con Rayón, al este con Ures, al sur con Hermosillo y al noroeste con Carbó. 

### Extensión
Posee una superficie de 1768.45 kilómetros cuadrados, que representa el 0.95 por ciento del total estatal y el 0.09 por ciento del nacional; las localidades más importantes, además de la cabecera, son: Estación Pesqueira y Fábrica de Los Ángeles.

### Orografía
San Miguel de Horcasitas se divide en tres formas de relieve: zonas accidentadas; representan un 15 por ciento aproximadamente y se localizan en su mayoría en la parte noroeste del municipio; su principal uso es el pastoreo. Zonas simiplanas: representan un 60 por ciento del territorio aproximadamente y se localizan en su mayoría en la parte central del municipio y su principal uso es el pastoreo. Zonas planas: representa un 25 por ciento del territorio aproximadamente y se localizan en su mayoría en la parte central y sur del municipio; sus principales usos son la agricultura, ganadería y para desarrollo urbano.

### Hidrografía
Por el municipio de San Miguel de Horcasitas cruza el arroyo El Zanjón y el río San Miguel, este último tiene su nacimiento a la altura del poblado de Cucurpe desembocando en la presa Abelardo L. Rodríguez en Hermosillo, su caudal es permanente. 
El arroyo El Zanjón se forma a la altura del poblado de Querobabi y es afluente del río San Miguel, presentando un caudal considerable solo en épocas de lluvia. 
Existen además 14 represos de abrevadores distribuidos dentro del municipio, 40 pozos perforados y 63 pozos a cielo abierto.

### Clima
Este municipio cuenta con un clima seco cálido, con una temperatura media máxima mensual de 32.0 °C y una temperatura media mínima mensual de 11.4 °C. La temperatura media anual es de 21.9 °C. La época de lluvias se presenta en los meses de julio y agosto con una precipitación media anual de 422.9 milímetros. Se tienen heladas ocasionadas en febrero y marzo.
| Parámetros climáticos promedio de San Miguel de Horcasitas, Sonora (1951-2010)   | Parámetros climáticos promedio de San Miguel de Horcasitas, Sonora (1951-2010) | Parámetros climáticos promedio de San Miguel de Horcasitas, Sonora (1951-2010) | Parámetros climáticos promedio de San Miguel de Horcasitas, Sonora (1951-2010) | Parámetros climáticos promedio de San Miguel de Horcasitas, Sonora (1951-2010) | Parámetros climáticos promedio de San Miguel de Horcasitas, Sonora (1951-2010) | Parámetros climáticos promedio de San Miguel de Horcasitas, Sonora (1951-2010) | Parámetros climáticos promedio de San Miguel de Horcasitas, Sonora (1951-2010) | Parámetros climáticos promedio de San Miguel de Horcasitas, Sonora (1951-2010) | Parámetros climáticos promedio de San Miguel de Horcasitas, Sonora (1951-2010) | Parámetros climáticos promedio de San Miguel de Horcasitas, Sonora (1951-2010) | Parámetros climáticos promedio de San Miguel de Horcasitas, Sonora (1951-2010) | Parámetros climáticos promedio de San Miguel de Horcasitas, Sonora (1951-2010) | Parámetros climáticos promedio de San Miguel de Horcasitas, Sonora (1951-2010) |
| Mes                                                                              | Ene.                                                                           | Feb.                                                                           | Mar.                                                                           | Abr.                                                                           | May.                                                                           | Jun.                                                                           | Jul.                                                                           | Ago.                                                                           | Sep.                                                                           | Oct.                                                                           | Nov.                                                                           | Dic.                                                                           | Anual                                                                          |
| -------------------------------------------------------------------------------- | ------------------------------------------------------------------------------ | ------------------------------------------------------------------------------ | ------------------------------------------------------------------------------ | ------------------------------------------------------------------------------ | ------------------------------------------------------------------------------ | ------------------------------------------------------------------------------ | ------------------------------------------------------------------------------ | ------------------------------------------------------------------------------ | ------------------------------------------------------------------------------ | ------------------------------------------------------------------------------ | ------------------------------------------------------------------------------ | ------------------------------------------------------------------------------ | ------------------------------------------------------------------------------ |
| Temp. máx. abs. (°C)                                                             | 38.0                                                                           | 39.0                                                                           | 41.0                                                                           | 45.0                                                                           | 45.0                                                                           | 49.0                                                                           | 49.0                                                                           | 49.5                                                                           | 46.0                                                                           | 46.0                                                                           | 39.5                                                                           | 34.0                                                                           | 49.5                                                                           |
| Temp. máx. media (°C)                                                            | 24.1                                                                           | 25.8                                                                           | 28.3                                                                           | 31.8                                                                           | 35.2                                                                           | 39.6                                                                           | 38.6                                                                           | 37.5                                                                           | 37.0                                                                           | 33.5                                                                           | 28.5                                                                           | 24.3                                                                           | 32.0                                                                           |
| Temp. media (°C)                                                                 | 13.5                                                                           | 15.1                                                                           | 17.2                                                                           | 20.1                                                                           | 23.8                                                                           | 29.1                                                                           | 30.8                                                                           | 30.0                                                                           | 28.6                                                                           | 23.2                                                                           | 17.3                                                                           | 13.5                                                                           | 21.9                                                                           |
| Temp. mín. media (°C)                                                            | 3.0                                                                            | 4.3                                                                            | 6.1                                                                            | 8.5                                                                            | 12.4                                                                           | 18.7                                                                           | 23.0                                                                           | 22.4                                                                           | 20.1                                                                           | 12.9                                                                           | 6.1                                                                            | 2.7                                                                            | 11.7                                                                           |
| Temp. mín. abs. (°C)                                                             | -5.5                                                                           | -5.0                                                                           | -1.0                                                                           | -3.0                                                                           | 4.0                                                                            | 7.5                                                                            | 11.0                                                                           | 13.0                                                                           | 10.0                                                                           | 1.0                                                                            | -4.0                                                                           | -6.0                                                                           | -6.0                                                                           |
| Precipitación total (mm)                                                         | 25.7                                                                           | 20.7                                                                           | 9.5                                                                            | 3.4                                                                            | 1.6                                                                            | 11.2                                                                           | 120.3                                                                          | 96.5                                                                           | 56.3                                                                           | 24.5                                                                           | 16.6                                                                           | 36.6                                                                           | 422.9                                                                          |
| Días de precipitaciones (≥ 0.1 mm)                                               | 3.1                                                                            | 2.6                                                                            | 1.6                                                                            | 0.7                                                                            | 0.4                                                                            | 1.5                                                                            | 10.5                                                                           | 8.5                                                                            | 4.6                                                                            | 2.2                                                                            | 1.8                                                                            | 3.2                                                                            | 40.7                                                                           |
| Fuente: Servicio Meteorológico Nacional. Actualizado el 13 de diciembre de 2016. |                                                                                |                                                                                |                                                                                |                                                                                |                                                                                |                                                                                |                                                                                |                                                                                |                                                                                |                                                                                |                                                                                |                                                                                |                                                                                |

## Principales ecosistemas

### Flora
La flora en el municipio está compuesta de matorral subtropical la parte oeste y limita con el municipio de Ures; en las colindancias con Hermosillo y Carbó existen algunas áreas de vegetación de matorral desértico. 
Una gran parte del territorio municipal está formado de matorral sarcocaule como el copal, torote, hierba del burro, cardón, choya, otras áreas de la superficie adyacente a la anterior está formada por mezquital: palo verde, palo fierro, huisaches, acacia y mezquites; en la parte sur y centro el uso del suelo se destina para agricultura de riego sobre todo a orillas del arroyo El Zanjón y del río San Miguel.

### Fauna
Los animales más notorios en el municipio son: Anfibios: sapo, sapo toro, reptiles: tortuga del desierto, cachora, camelón, chicotera, víbora sorda, coralillo, víbora de cascabel, Mamíferos: bura, venado cola blanca, berrendo, mapache, tlacuache, juancito, ratón de campo, liebre, conejo, Aves: tórtola, churea, lechuza, tordo negro, zopilote, aguililla cola roja, codorniz de douglas y huilota.

## Recursos naturales

### Características y uso de suelo
En el municipio se cuenta con las siguientes unidades de suelo: Regosol: se localiza al este y oeste, presentando fases físicas líticas y gravosas; su fertilidad es variable y su uso agrícola está principalmente condicionado a su profundidad. Su susceptibilidad a la erosión es muy variable y depende de la pendiente del terreno; erosol se localiza al centro desplazándose de sur a norte del municipio, tiene una gran superficial de color claro y muy pobre en humus, su utilización agrícola está restringida a zonas de riego con muy altos rendimientos debido a la alta fertilidad de estos suelos. Baja susceptibilidad a la erosión; Yermosol: se localiza al centro desplazándose de norte a sur del municipio, presentando fase física lítica y gravosa. Tiene una capa superficial de color claro y muy pobre en materia orgánica, su vegetación natural es de pastizales y matorrales, su utilización agrícola está restringida a las zonas de riego con muy altos rendimientos en cultivos como algodón, granos o’ vid. Su susceptibilidad a la erosión es baja.

## Perfil sociodemográfico

### Grupos étnicos
La presencia indígena en el municipio es de gran importancia, dado que cuenta con 657 habitantes que hablan alguna lengua indígena, los cuales representan el 13.66 por ciento del total de la población del municipio (año 2000). Incrementándose a un total de 923 personas que hablan alguna lengua indígena. Entre ellos están: el triki, zapoteco, mixteco, mayo, yaqui, entre otros pero ya que estos son más conocidos se presentan en una mayor cantidad en la población.

### Evolución demográfica
De acuerdo a los datos del XII Censo General de Población y Vivienda del 2000 realizado por el INEGI La población total del municipio en el 2000 fue de 5626 habitantes, de los cuales 3021 son hombres y 2605 mujeres, el total de los habitantes representan el 0.25 por ciento de la población total del estado, el 96 por ciento de sus población vive en localidades urbanas y el resto en áreas rurales.
De acuerdo a los resultados que presenta el II Conteo de Población y Vivienda del 2005, el municipio cuenta con un total de 6036 habitantes. 

### Religión
El 87.7 por ciento de la población mayor de cinco años profesa la religión católica, el 4.6 por ciento la evangélica y el restante 7.7 pertenecen a otras religiones.

## Infraestructura social y de comunicaciones

### Educación
La infraestructura educativa con que cuenta el Municipio asciende a 17 planteles, de los cuales 5 son de preescolar, 8 de primarias, 3 telesecundarias y una preparatoria, lo cual se considera suficiente para la atención de la población.

### Salud
El servicio médico que se presta en el Municipio es únicamente de primer nivel o consulta general. 
La infraestructura existente es un centro de salud tipo ‘C’ ubicado en la cabecera municipal y 3 casas de salud en las localidades de Pueblo Nuevo, Fábrica de los Ángeles y Estación Pesqueira.

### Abasto
El comercio se lleva a cabo a través de tiendas de abarrotes, panaderías, farmacias, tortillerías, carnicerías, ferreterías, perfumerías y otros establecimientos por medio de los cuales distribuyen lo básico para el consumo y servicio de la población. Asimismo cuenta con talleres de servicios, gasolineras, almacenes y mercado.

### Deporte
En lo que respecta a la recreación y al deporte, se cuenta centros recreativos, todos con acceso popular. Los deportes se practican gracias a que el municipio cuenta con diversas canchas y parques deportivos, donde se practica: el fútbol, béisbol, básquetbol, voleibol y atletismo.

### Vivienda
Existen en el municipio un total de 1181 viviendas de las cuales 1168 son particulares y 13 son colectivas, concentrándose el mayor número de estas en la cabecera municipal, las cuales tienen una densidad promedio de 4 habitantes por vivienda y generalmente predomina el tipo de vivienda de tabique con techo loza y de asbesto con piso de concreto y un gran porcentaje cuenta con los servicios de agua y energía eléctrica.
De acuerdo a los resultados que presenta el II Conteo de Población y Vivienda del 2005, en el municipio cuentan con un total de 1270 viviendas de las cuales 1166 son particulares. 

### Servicios Públicos

#### Agua potable
En el Municipio las 5 comunidades más importantes cuentan con el servicio, con una cobertura del 98 por ciento beneficiando a 4350 habitantes.

#### Alcantarillado
En lo que se refiere a alcantarillado solo existe este servicio en la cabecera municipal y parcialmente en la localidad de Pesqueira, teniendo un rezago del 40 por ciento referente a la población.

#### Electrificación
Las 5 comunidades más importantes en el Municipio cuentan con el servicio con una cobertura del 90 por ciento de la población. Solamente algunas viviendas dispersas no cuentan con energía eléctrica.

#### Medios de comunicación
El municipio cuenta con el servicio de correos, telégrafo red telefónica y recibe la señal de canales de televisión y radio.

#### Vías de comunicación
Cuenta con carreteras pavimentadas, de terracería para la comunicación con los demás municipios del estado y sus comunidades.

## Organización de las comunidades

### Organizaciones económicas
La Asociación Ganadera cuenta con 380 productores con un censo de 20,476 bovinos.

### Organizaciones agrarias
Este municipio cuenta con 4 núcleos ejidales San Miguel de Horcasitas con 260 ejidatarios, ejido Pueblo Nuevo con 60 ejidatarios, ejido Torreón con 16 ejidatarios y ejido Pesqueira con 120 ejidatarios.

### Organizaciones sociales
El patronato de la Cruz Ámbar con 10 socios, Las Damas Católicas de San Miguel de Horcasitas con 40 miembros, Las Damas Católicas de Pesqueira con 50 socias,

## Actividad económica

### Agricultura
La actividad agrícola se desarrolla en una superficie de 5,250 ha, las cuales en su totalidad son de riego, de ellas un 67 por ciento pertenecen a la pequeña propiedad y el resto al régimen ejidal. 
La agricultura ocupa el primer lugar respecto al dinamismo económico, debido a los empleos que genera y el valor económico de la producción.

### Ganadería
La ganadería en el municipio se realiza en 170,000 ha, de las cuales el 71 por ciento pertenecen a la pequeña propiedad; de esta cantidad 28,000 ha se encuentran plantadas con praderas buffel, lo que permite un mejor aprovechamiento del agostadero.

### Industria
La actividad industrial en el Municipio se limita al empaque de productos agrícolas como son la uva de mesa, calabaza y melón, los cuales en su mayoría son enviados a la frontera con Estados Unidos.

### Servicios
Este servicio se brinda a través de 17 tiendas de abarrotes, de los cuales 4 son oficiales y los restantes particulares, esta infraestructura se considera adecuada para la población.

### Turismo
El Municipio tiene un buen potencial turístico natural como son los "Parajes" sobre el río San Miguel. Como atractivo arquitectónico destaca por su antigüedad la iglesia del lugar.
La iglesia de San Miguel de Horcasitas se construyó 1749 y aún conserva su estructura original.
Es posible visitar la Fábrica de los Ángeles de hilados y tejidos y la Hacienda de Codorachi (que data de 1915). Se pueden apreciar, al igual, los mausoleos del cementerio y la iglesia de Nuestra Señora de Loreto.

### Fiestas, danzas y tradiciones
Fiestas Populares: Del 8 al 12 de septiembre se realizan las fiestas de la Virgen de Loreto, con bailes, juegos pirotécnicos, música, procesiones y feria popular.
```
29 de septiembre se realizan fiestas conmemorativas al día de san Miguel arcángel santo patrono de la localidad.
12 de diciembre: fiestas de nuestra señora de Guadalupe en la localidad de pueblo nuevo perteneciente al mismo municipio.
2 de agosto: fiestas de nuestra señora de los Ángeles en el poblado de la fábrica de los Ángeles.
```

Se festeja al patrono, San Miguel Arcángel, el 29 de septiembre, iniciando con la velacion durante la noche anterior y continua con la celebración eucarística seguida, usualmente, de baile popular.

### Gastronomía
En alimentos destacan los quesos, quesadillas, atole, carne, machaca, cocido y carne asada. Hay elaboración de dulces regionales como pipitorias, piloncillo y melcochas. Y la bebida regional son el bacanora y la lechugilla.

## Gobierno

### Principales Localidades
Las localidades más importantes, además de la cabecera, son: Estación Pesqueira y Fábrica de Los Ángeles

### Caracterización de Ayuntamiento
El Ayuntamiento está integrado por un presidente municipal, un Síndico, 3 regidores de mayoría relativa y 2 de representación proporcional.
| Presidente Municipal              |  | Inicio | Final |
| --------------------------------- |  | ------ | ----- |
| Pacífico Vázquez                  |  |        | 1867  |
| José Ignacio L. y Arvizu          |  |        | 1870  |
| Pacífico Vázquez (interino)       |  |        | 1871  |
| José María Villa                  |  |        | 1873  |
| Adrián M. Cubillas                |  |        | 1874  |
| Francisco Acuña (interino)        |  | 1876   | 1895  |
| Adrián M. Cubillas                |  |        | 1900  |
| Miguel Tapia (interino)           |  |        | 1902  |
| Gerónimo Abascal                  |  |        | 1902  |
| Alberto Navarro                   |  |        | 1938  |
| Miguel Badilla Islas              |  | 1941   | 1944  |
| Miguel Fontes (interino)          |  |        | 1944  |
| Enrique T. Ceceña                 |  |        | 1944  |
| Isaac Acosta                      |  |        | 1946  |
| Alberto Limón López               |  | 1949   | 1952  |
| Jesús Cruz Carrillo               |  | 1952   | 1955  |
| Alberto Limón López               |  | 1955   | 1958  |
| Felizardo Valdez Badilla          |  | 1958   | 1961  |
| Ignacio Salazar Cienfuegos        |  | 1961   | 1964  |
| Miguel Badilla Islas              |  | 1964   | 1967  |
| Gerardo Tapia Limón               |  | 1967   | 1970  |
| Jesús Solís Carrillo              |  | 1970   | 1973  |
| Juan Terán Fernández              |  | 1973   | 1976  |
| Gregorio López Moreno             |  | 1976   | 1979  |
| Rosario Pallares Lares            |  | 1979   | 1982  |
| Mercedes Tapia de Salazar         |  | 1982   | 1985  |
| Jesús Solís cañez                 |  | 1985   | 1988  |
| Humberto Tapia Limón              |  | 1988   | 1991  |
| Miguel Ángel Valdez Badilla       |  | 1991   | 1994  |
| Enrique Amarillas Ochoa           |  | 1994   | 1997  |
| José Luis Beltrán                 |  | 1997   | 2000  |
| Álvaro Vázquez Herrera            |  | 2000   | 2003  |
| Víctor Manuel León Castro         |  | 2003   | 2006  |
| Héctor Francisco Contreras Castro |  | 2006   | 2009  |
| Tomas Cruz Reyez                  |  | 2009   | 2012  |
| Alberto Gpe Amarillas Cordova     |  | 2012   | 2015  |
| Alma Angelina Tapia López         |  | 2015   | 2018  |
| Joaquín Munguía Coronado          |  | 2018   | 2021  |
| Joaquín Munguía Coronado          |  | 2021   | 2024  |